# Бартрамія яблукоподібна
Бартрамія яблукоподібна (Bartramia pomiformis) — вид мохів порядку Bartramiales.

## Поширення
Батьківщиною є Європа, Північна Америка, Азія.
Населяє ґрунт, скелі, основи дерев, повалені стовбури, вологі тінисті ліси; від низьких до помірних висот (0–1100 м).

## Характеристика
Рослини в нещільних або щільних пучках, від зелених до сизуватих, іноді жовтувато-зелених. Стебла 0.5–8 см. Листки зігнуті або хрусткі в сухому стані, мляво прямі чи прямовисні коли вологі, від вузько-ланцетних до лінійних, 4–7 мм; краї закручені, дистально великозубчасті, зубці парні; верхівка шилувата. Коробочкові ніжки 0.5–2.5 см, гнучкі. Коробочка похила, від кулястої до яйцеподібної, асиметрична, 1.5–2.5 мм. Спори 20–26 мкм.